# Lenny Pintor
Lenny Jean-Pierre Pintor (ur. 5 sierpnia 2000 w Sarcelles) – francuski piłkarz martynikańskiego pochodzenia występujący na pozycji napastnika w austriackim klubie LASK Linz. Wychowanek Saint Brice FC, w trakcie swojej kariery grał także w takich zespołach, jak Bastia B, Brest, Olympique Lyon, Troyes oraz AS Saint-Étienne. Młodzieżowy reprezentant Francji.